# モノレール・サスペンション・ブリッジ
モノレール・サスペンション・ブリッジ、モノレール吊り橋（英語: Monorail Suspension Bridge、マレー語: Jambatan Gantung Monorel）は、マレーシアのプトラジャヤにある数ある橋の一つである。
当橋は、プトラジャヤ・コンベンション・センター、プトラ・モスクおよび区画Eの政府管理総合ビルのような、プトラジャヤ地域にあるいくつかの重要なランドマークを結ぶために建造された。
当橋の主桁スパンは、延長約240m、幅員10mとなっている。当橋は、プトラジャヤ・ホールディングス社が所有しており、PJSインターナショナル社によって設計された。
マレーシア政府が更なる資金提供を承認しなかったため、プロジェクトが2004年に中断された。プロジェクトの頓挫は、連邦政府の行政新首都のために設計された公共交通機関システムのミッシングリンクとしてたびたび言われた。
連邦直轄領省は、プロジェクトの成立可能性に関する研究を実施するための独立系コンサルタントを指名するよう、プトラジャヤ開発公社に指示した。